# Zandvarkensgras
Zandvarkensgras of zandduizendknoop (Polygonum oxyspermum subsp. raii, basioniem: Polygonum raii) is een eenjarige of soms tweejarige plant uit de duizendknoopfamilie (Polygonaceae). Sommige taxonomen beschouwen Polygonum maritimum sensu L. (strandvarkensgras) als een synoniem van Polygonum oxyspermum subsp. raii. Zandvarkensgras staat op de Nederlandse Rode lijst van planten als zeer zeldzaam en stabiel of toegenomen. De plant komt van nature voor langs de Europese kusten van Noordwest-Frankrijk (Bretagne) tot in Scandinavië en Noord-Rusland en ook langs de noordoostkust van Noord-Amerika. Het aantal chromosomen is 2n = 40.
Zandvarkensgras lijkt veel op strandvarkensgras, maar bij strandvarkensgras is het tuitje duidelijk groen en bij zandvarkensgras niet opvallend groen geaderd.
De plant wordt 2-40 cm hoog met veel langer liggende stengels. Deze stengels hebben vaak een verhoute voet. Het blauwgroene blad is vrij smal langwerpig met een iets naar beneden omgerolde rand en 3,5-5 keer zo lang als breed. Het 7-10 mm lange tuitje is niet opvallend groen geaderd.
De plant bloeit van juli tot in oktober met groenachtige, 4-5 mm grote bloemen, die in okselstandige kluwens zitten. De vijf, groenachtige bloemdekbladen hebben een 0,6-0,8 mm brede witte of lichtroze rand.
De vrucht is een glanzend bruine, 3-5,5 mm lange en 1,5-3 mm brede dopvrucht, dat 1,5-2 mm buiten het overblijvende bloemdek uitsteekt.
Zandvarkensgras komt voor op vloedmerken.

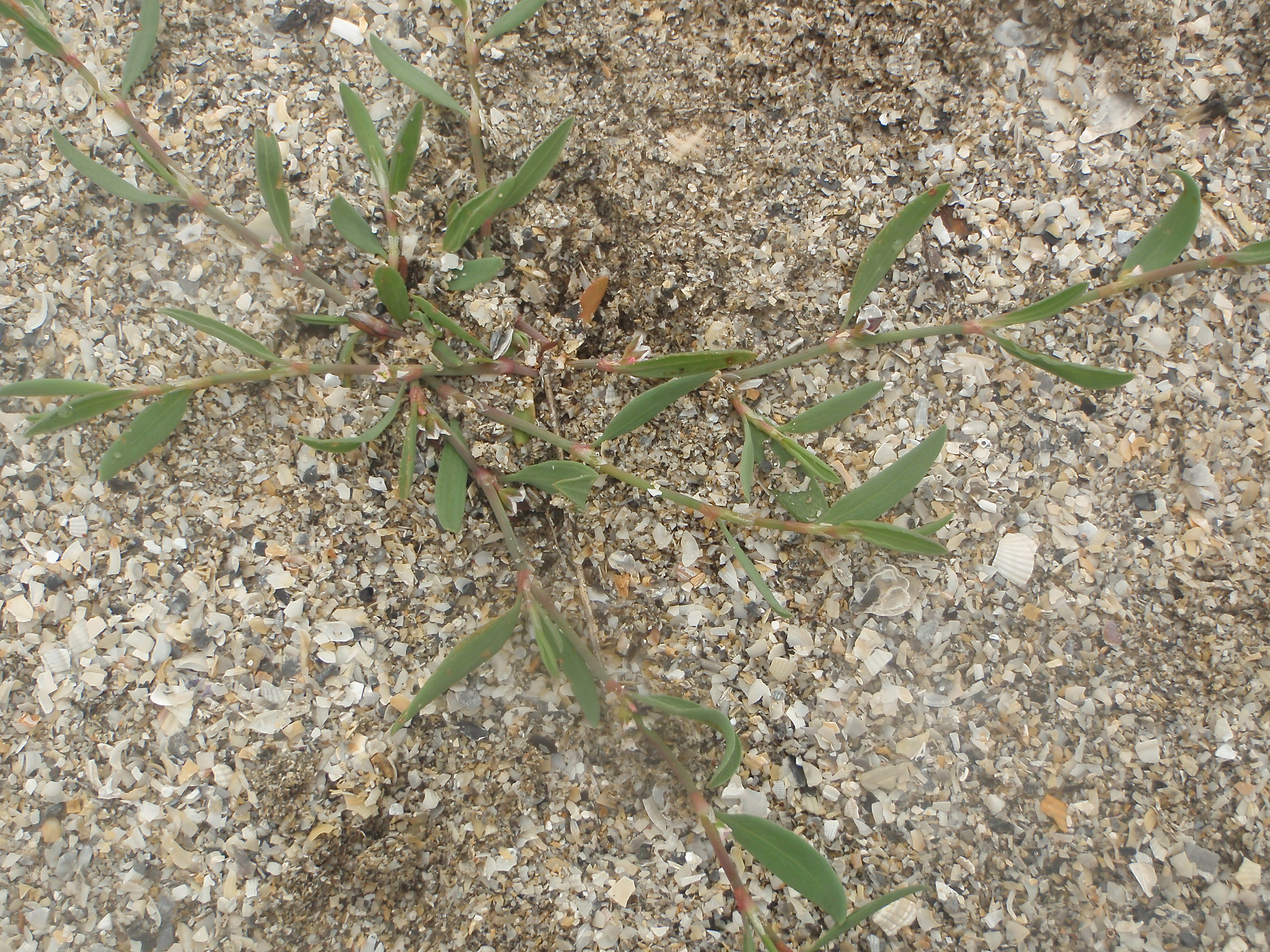
plant
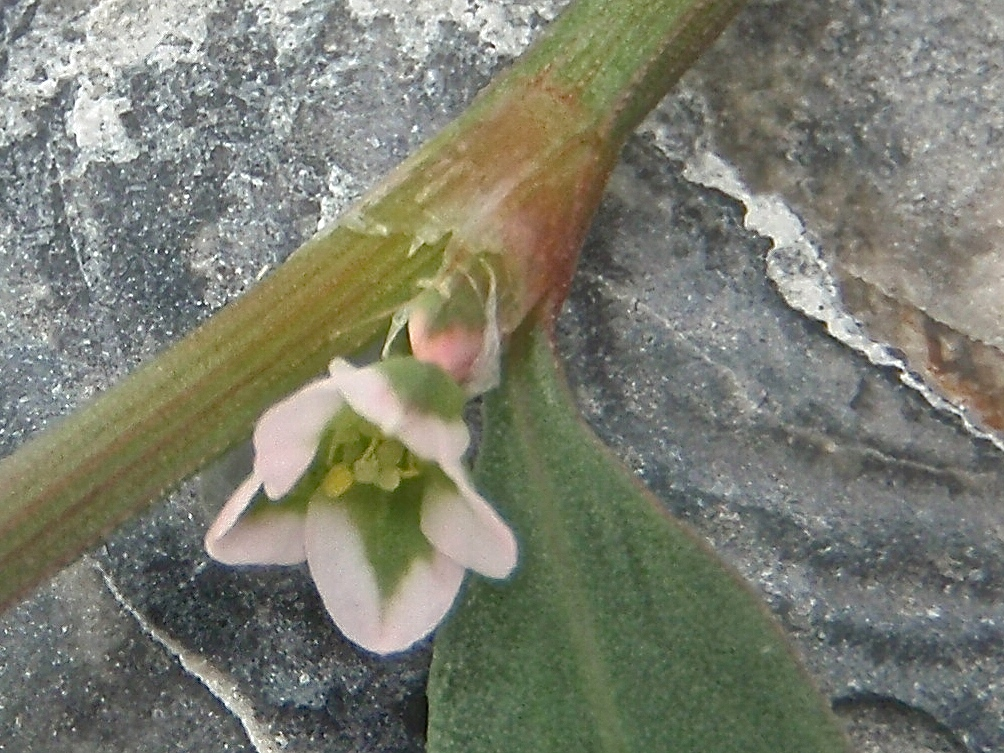
Bloem
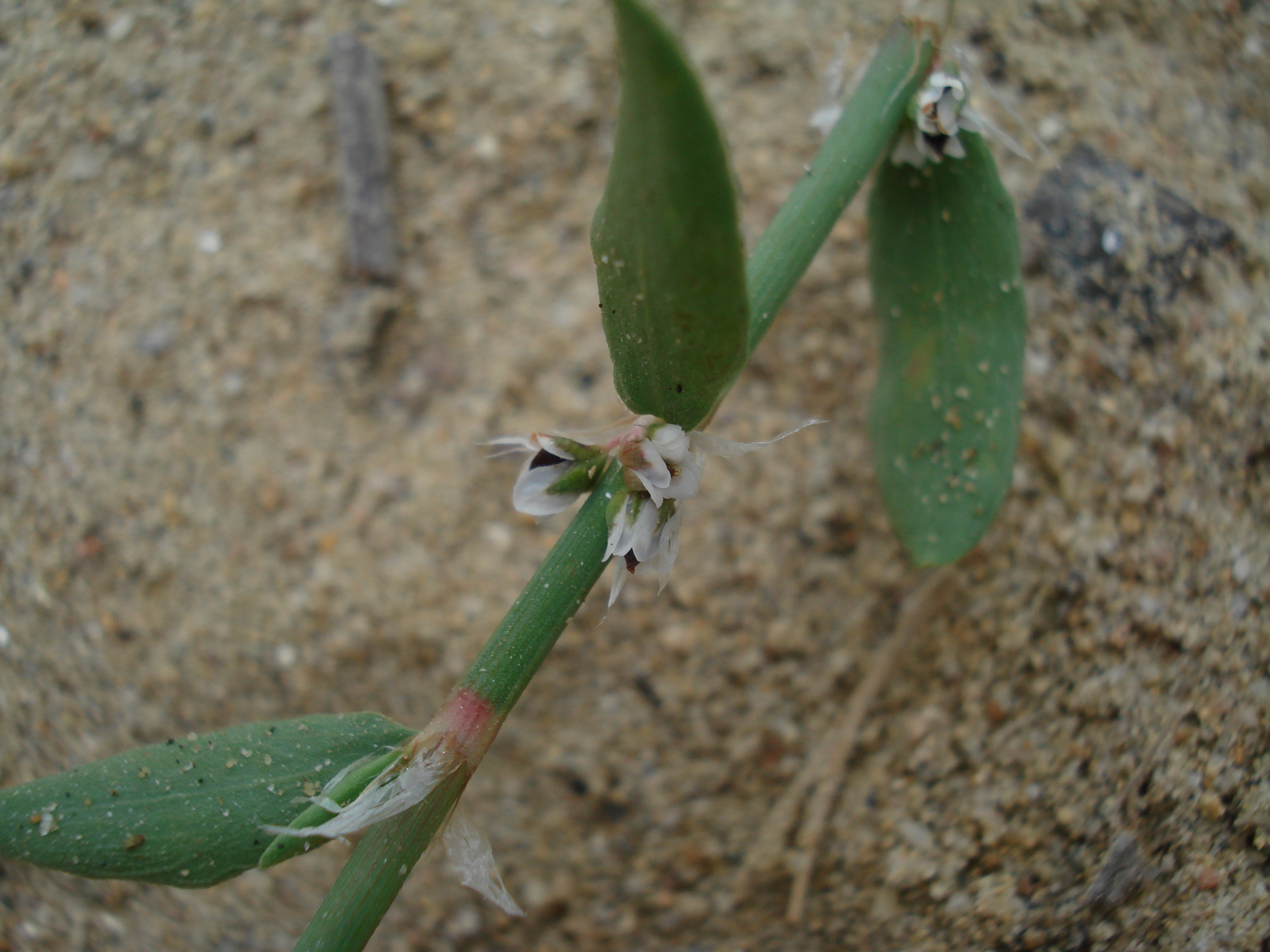
Tuitje
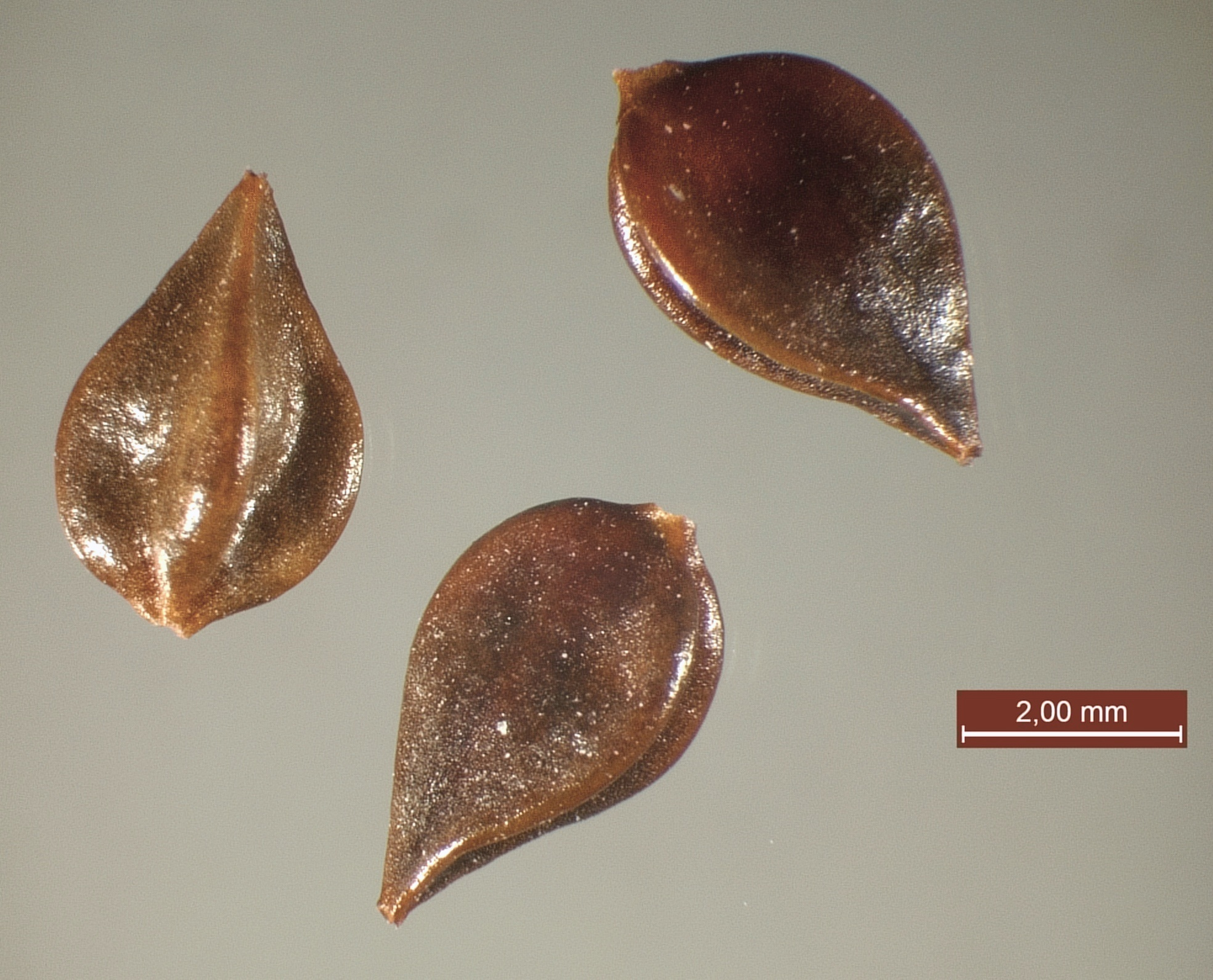
Dopvruchten

## Ecologie en verspreiding
Zandvarkensgras staat vaak als pionier op open en zonnige, vochtige, brakke of zilte zand- of stenige grond. De eenjarige, soms tweejarige plant groeit op vloedmerken op zand, schelpen en verder op kiezelstranden en zandige zeedijken. De ondersoort is in Nederland zeer zeldzaam langs de kust. Zandvarkensgras kan veel lijken op gewoon varkensgras, maar heeft vaak een houtige voet, veel grotere nootjes ((3,5) 4-5 mm) die ook nog eens 0,5-1,3 (1,8) mm boven het bloemdek uitsteken en glad en glimmend zijn. De nootjes van gewoon varkensgras zijn dof en meten 2,3-3 mm en steken niet of nauwelijks boven het bloemdek uit. Verder heeft zandvarkensgras een witte of roze rand van 0,6-0,8 mm terwijl de rand bij gewoon varkensgras 0,2-0,4 mm bedraagt.

## Namen in andere talen
- Duits: Strand-Knöterich
- Engels: Ray's Knotgrass
- Frans: Renouée de Ray